# Geometra lutescens
Geometra lutescens är en fjärilsart som beskrevs av Andreas Bergmann 1955. Geometra lutescens ingår i släktet Geometra och familjen mätare. Inga underarter finns listade i Catalogue of Life.